# Jennifer Croft

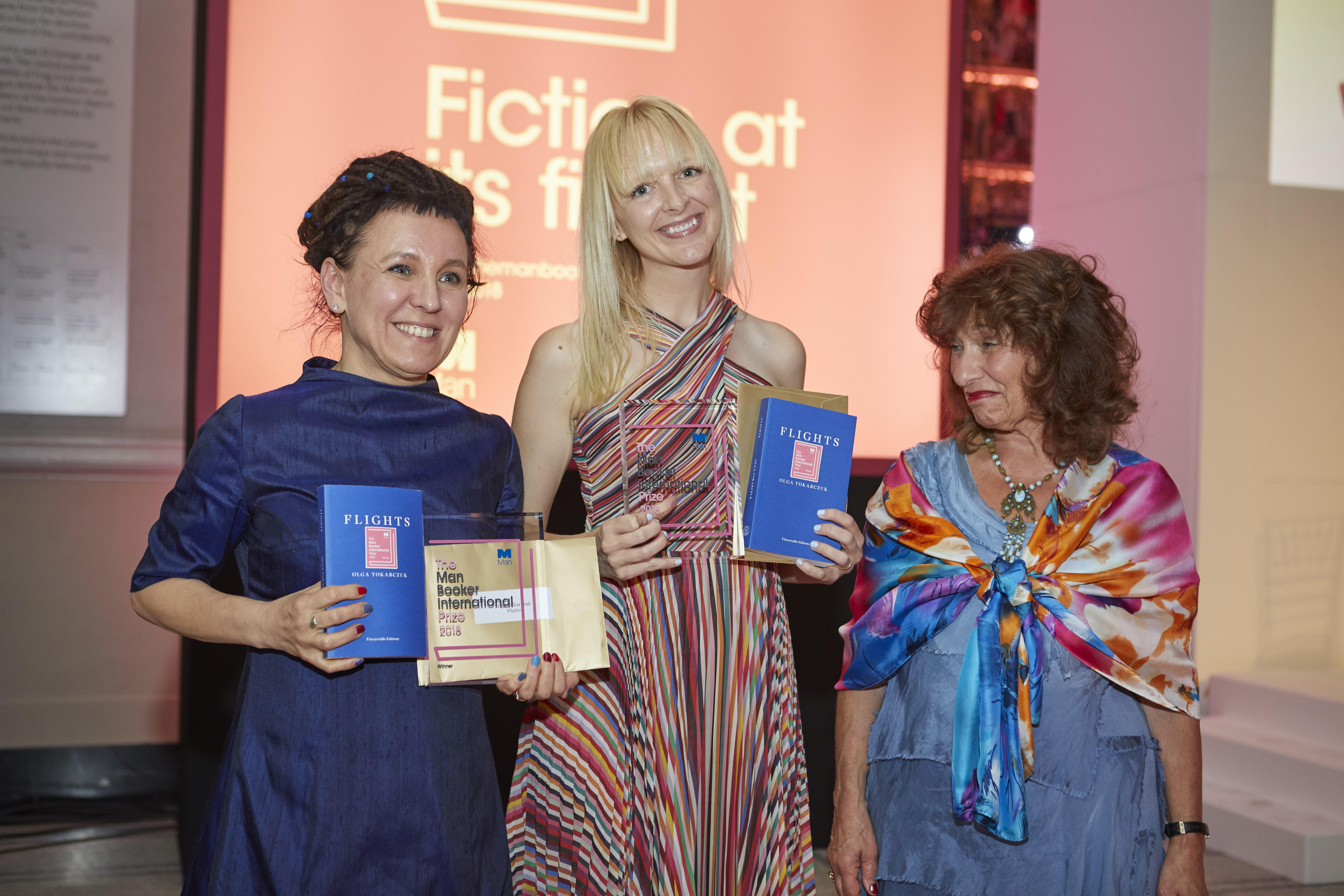
Olga Tokarczuk i Jennifer Croft z Lisą Appignanesi, przew. Międzynarodowej Nagrody Man Booker (2018)

Jennifer Croft – amerykańska pisarka, krytyczka i tłumaczka z języka hiszpańskiego, polskiego i ukraińskiego.
Jennifer Croft otrzymała tytuł doktora porównawczych badań literackich na Northwestern University oraz tytuł Master of Fine Arts na University of Iowa. Jest stypendystką grantów i stypendiów: Fulbright, PEN, MacDowell, National Endowment for the Arts, a także nagrody Michael Henry Heim Prize for Translation. Jest redaktorką i założycielką The Buenos Aires Review; publikowała m.in. w: The New York Times, The Los Angeles Review, The Guardian, The Chicago Tribune.
Wraz z Olgą Tokarczuk została uhonorowana Międzynarodową Nagrodą Man Booker 2018 za tłumaczenie książki Bieguni.
Następnie przetłumaczyła Księgi Jakubowe, za którą pisarka otrzymała Nagrodę Literacką „Nike” w 2015 r, wydanie książki zapowiedziano na jesień 2021. Dwukrotnie – w 2018 i 2022 – otrzymała Found in Translation Award za przekłady powieści Olgi Tokarczuk.
W roku 2021 nakładem Wydawnictwa Literackiego ukazała się w Polsce jej debiutancka powieść Odeszło, zostało (tłum. Robert Stodół), opowiadająca o dzieciństwie i dorastaniu dwóch sióstr.